# Georg Güthe
Georg Güthe (* 15. Juni 1868 in Schubin, Provinz Posen; † 7. März 1917 in Berlin) war ein deutscher Jurist, der unter anderem von 1908 bis 1917 Kammergerichtsrat am Kammergericht sowie Verfasser mehrerer juristischer Fachbücher war.

## Leben
Georg Güthe, Sohn des Landgerichtspräsidenten und Geheimen Justizrates Hermann Güthe und dessen Ehefrau Lina Kersten, besuchte das Gymnasium in Beuthen O.S. und begann nach dem Abitur 1886 ein Studium der Rechtswissenschaften an der Universität Breslau sowie der Friedrich-Wilhelms-Universität zu Berlin. Er legte seine Erste Juristische Staatsprüfung am 19. Juni 1889 sowie die Zweite Juristische Staatsprüfung am 6. Dezember 1893 und wurde nach verschiedenen darauf folgenden Verwendungen am 1. April 1899 Richter am Amtsgericht Lähn in der Provinz Schlesien. Danach wurde er am 16. September 1907 Landrichter am Landgericht Berlin II und im Anschluss am 2. März 1908 als Kammergerichtsrat Richter am Kammergericht. Zuletzt war er als Geheimer Justizrat und Vortragender Rat im Justizministerium tätig.
Aus seiner am 12. Juni 1899 geschlossenen Ehe mit Margaret Monski, Tochter eines Kreisphysikus ging der Sohn Harald Güthe (* 20. Oktober 1900) hervor. Er wohnte in Berlin-Halensee auf dem Kurfürstendamm 134.

## Veröffentlichungen
Neben seiner richterlichen Tätigkeit verfasste Güthe neben einer Reihe von Abhandlungen in juristischen Fachzeitschriften auch verschiedene Fachbücher, in denen er sich unter anderem mit der Grundbuchordnung, Hypothekenrecht und Zwangsversteigerungsrecht befasste. Das ab 1915 von ihm und dem späteren Reichsjustizminister Franz Schlegelberger herausgegebene zehnbändige Kriegsbuch katalogisierte die gesamte Kriegsausnahmegesetzgebung des Reiches. Zu seinen Werken gehören:
- Die Grundbuchordnung für das Deutsche Reich und die preussischen Ausführungsbestimmungen, Berlin 1905, Neuauflage von Franz Triebel, 1929
- Reichsgesetz über die Zwangsversteigerung und die Zwangsverwaltung vom 24. März 1897 (Fassung vom 20. Mai 1898) nebst dem Einführungsgesetz und den für Preussen ergangenen Ausführungs- und Kostenbestimmungen, Ursprungsautor Paul Jaeckel, 1909
- Die wirtschaftlichen und rechtlichen Grundlagen des modernen Hypothekenrechts, Berlin 1914
- Kriegsbuch. Die Kriegsgesetze mit der amtlichen Begründung und der gesamten Rechtsprechung und Rechtslehre, 10 Bände, Mitautor Franz Schlegelberger, Berlin 1915–1920
- Kommentar zum Zwangsversteigerungsgesetz, Ursprungsautor Paul Jaeckel, 1915, Neuauflagen von Erich Volkmar, Berlin 6. Auflage 1929, 7. Auflage 1937

## Hintergrundliteratur
- Wer ist’s?, Band 4, 1909, S. 254 (Onlineversion)